# Lesquerella
Lesquerella là chi thực vật có hoa trong họ Cải.